# Rosay (Seine-Maritime)
Rosay ist eine französische Gemeinde mit 272 Einwohnern (Stand: 1. Januar 2022) im Département Seine-Maritime in der Region Normandie; sie gehört zum Arrondissement Dieppe und zum Kanton Neufchâtel-en-Bray. Die Einwohner werden Rosayais und Rosayaises genannt.

## Geographie
Rosay liegt östlich des Zentrums des Départements, etwa 30 Kilometer nordnordöstlich von Rouen und etwa 28 Kilometer südsüdöstlich von Dieppe an der Varenne. Umgeben wird Rosay von den Nachbargemeinden Bellencombre im Nordwesten, Ardouval im Norden, Ventes-Saint-Rémy im Osten und Nordosten, Saint-Saëns im Süden und Osten, Beaumont-le-Hareng im Südwesten sowie La Crique im Westen und Südwesten.

## Bevölkerungsentwicklung

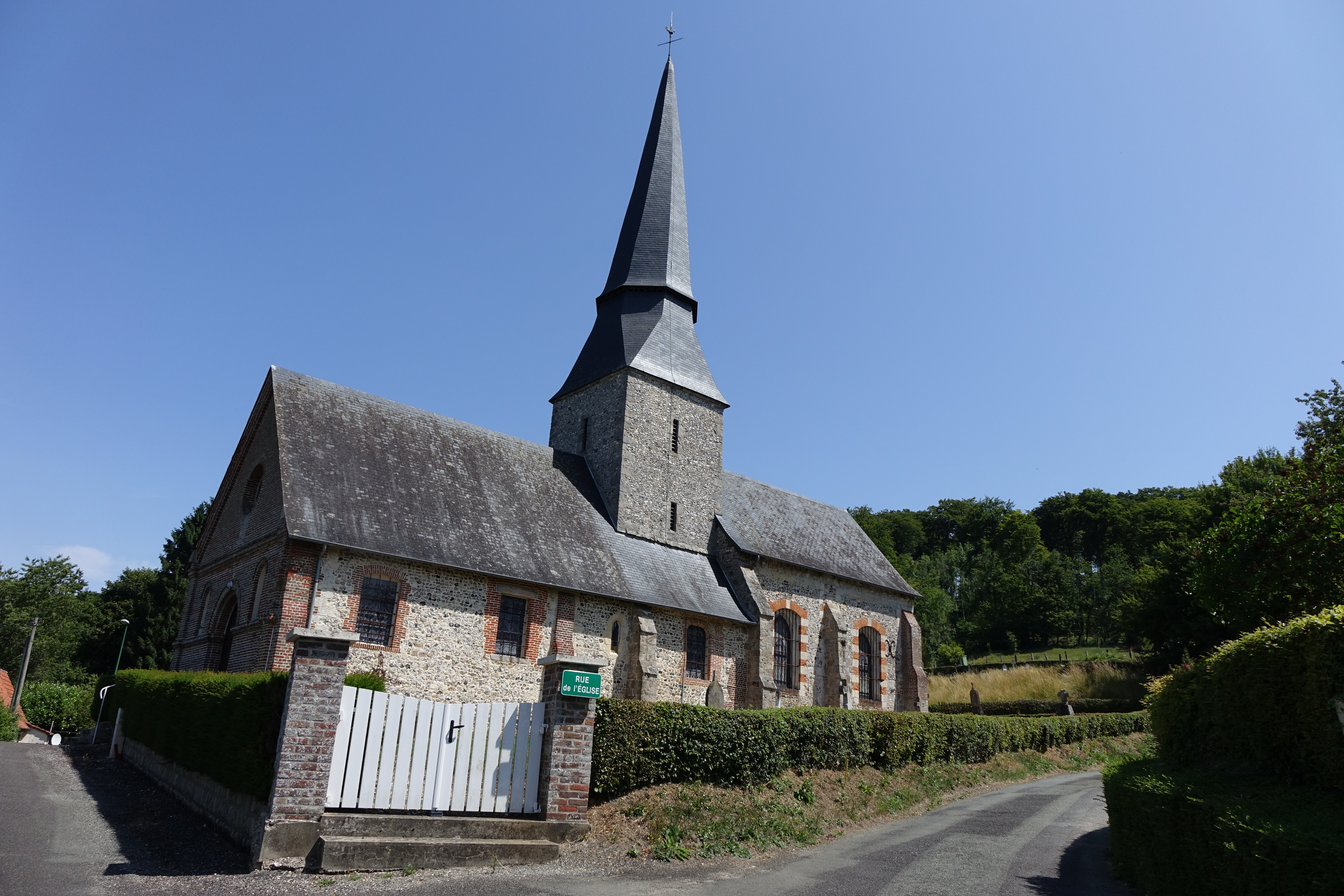
Pfarrkirche Saint-Étienne

| Jahr                       | 1962 | 1968 | 1975 | 1982 | 1990 | 1999 | 2006 | 2017 |
| Einwohner                  | 310  | 301  | 267  | 251  | 280  | 252  | 264  | 267  |
| Quellen: Cassini und INSEE |      |      |      |      |      |      |      |      |

## Sehenswürdigkeiten
- Das Langhaus der Pfarrkirche Saint-Étienne stammt vermutlich aus dem 12. Jahrhundert, der Chor aus dem 13. Jahrhundert. Der Glockenturm wurde im 16. Jahrhundert hinzugefügt. Das Langhaus, die Westfassade, die Stützpfeiler und die Einfassung der Joche wurden im 19. Jahrhundert umgestaltet.
- Im Weiler Bois dit Parquet sind Reste einer mittelalterlichen Turmhügelburg aus dem 11. oder 12. Jahrhundert zu finden.